# Męczennicy koszyccy
Męczennicy koszyccy – męczennicy antykatolickich prześladowań, święci Kościoła katolickiego: Melchior Grodziecki SJ, Stefan Pongracz SJ i Marek Križ, kanonik.
W czasie wojny trzydziestoletniej, gdy Jerzy Rakoczy zdobył Koszyce, byli na zamku. 7 września 1619 napastnicy dostali się tam, aresztowali ich i wydali na nich wyrok śmierci, co miało być karą za ich kontakty z katolicką Polską i zwalczanie protestantyzmu. Kanonika zamordowali od razu, natomiast jezuitów torturowano, aby zmusić ich do wyrzeczenia się wiary, gdy to nic nie dało, a torturowani nie mieli już sił, odrąbano im głowy toporem. Takie postępowanie oburzyło nawet ludność protestancką.
W rokowaniach z Bethlenem posłowie cesarza Ferdynanda II uzyskali wydanie ciał męczenników, które pogrzebano w okolicach Preszowa. W 1635 r. ciała przeniesiono do Trnawy.
Męczennikom koszyckim ludność Słowacji, Moraw, Węgier i Śląska przypisywała liczne cuda i łaski, co doprowadziło do rozpoczęcia procesu beatyfikacyjnego już w 1628 roku.
Beatyfikowani zostali 15 stycznia 1905 przez papieża Piusa X w Rzymie, a kanonizowani 2 lipca 1995 w Koszycach na Słowacji przez Jana Pawła II, co spotkało się z protestem niektórych środowisk protestanckich.